# Lista över svenska korvetter
Denna lista över svenska korvetter innehåller samtliga korvetter som tillhört svenska Kungliga flottan från 1821 till 2022.

## Segelkorvetter

### Specialbyggda korvetter
| Namn        | Byggnadsvarv             | Sjösatt            | Utrangerad       | Öde                                    | Bild |
| ----------- | ------------------------ | ------------------ | ---------------- | -------------------------------------- | ---- |
| Jarramas    | Karlskrona örlogsvarv.   | 13 april 1821.     | 4 december 1860. | Upphuggen 1879.                        |      |
| Najaden     | Karlskrona örlogsvarv.   | 8 november 1834.   | 16 januari 1874. | Upphuggen 1903.                        |      |
| Carlskrona  | Karlskrona örlogsvarv.   | 13 augusti 1841.   | -                | Förlist i Karibien den 30 april 1846.  |      |
| Svalan      | Motala varv, Norrköping. | 1845.              | 29 juli 1876.    | Okänt                                  |      |
| Lagerbielke | Karlskrona örlogsvarv.   | 11 september 1848. | 19 maj 1885.     | Såld 1910 för användning som lastramp. |      |

### Ombyggda fregatter
Under perioden 1855–1878 byggdes fyra av flottans fregatter om till korvetter, genom att bestyckningen på huvuddäck togs bort och relingarna sänktes. Detta gjordes framför allt för att uppnå de goda seglingsegenskaper, som de samtida klipperskeppen hade.
| Namn       | Byggnadsvarv           | Sjösatt           | Ombyggd till korvett | Utrangerad        | Öde                                  | Bild |
| ---------- | ---------------------- | ----------------- | -------------------- | ----------------- | ------------------------------------ | ---- |
| af Chapman | Karlskrona örlogsvarv. | 11 augusti 1830.  | 1854-55.             | 26 augusti 1884.  | Upphuggen 1913.                      |      |
| Josephine  | Karlskrona örlogsvarv. | 21 augusti 1834.  | 1868.                | 29 juli 1876.     | Upphuggen 1891-92.                   |      |
| Eugenie    | Karlskrona örlogsvarv. | 19 december 1844. | 1876-77.             | 8 maj 1888.       | Såld för upphuggning i Torekov 1919. |      |
| Norrköping | Karlskrona örlogsvarv. | 21 augusti 1858.  | 1866.                | 15 februari 1878. | Såld för upphuggning i Torekov 1939. |      |

## Ångkorvetter

### Hjulångkorvetter
| Namn | Byggnadsvarv           | Sjösatt      | Utrangerad       | Öde             | Bild |
| ---- | ---------------------- | ------------ | ---------------- | --------------- | ---- |
| Thor | Karlskrona örlogsvarv. | 12 maj 1841. | 28 oktober 1887. | Upphuggen 1888. |      |

### Skruvkorvetter (propellerdrivna ångkorvetter)
| Namn      | Byggnadsvarv                | Sjösatt            | Utrangerad        | Öde                                             | Bild |
| --------- | --------------------------- | ------------------ | ----------------- | ----------------------------------------------- | ---- |
| Gefle     | Karlskrona örlogsvarv.      | 1 december 1847.   | 21 februari 1890. | Upphuggen ca 1890.                              |      |
| Valkyrian | Karlskrona örlogsvarv.      | 7 oktober 1852.    | 1 februari 1895.  | Okänt                                           |      |
| Orädd     | Karlskrona örlogsvarv.      | 10 september 1853. | -                 | Förlist i Engelska kanalen den 3 december 1866. |      |
| Balder    | Karlskrona örlogsvarv.      | 11 juli 1870.      | 27 april 1901.    | Såld för upphuggning 1911.                      |      |
| Saga      | Karlskrona örlogsvarv.      | 12 november 1877.  | 25 juni 1926.     | Sänkt som målfartyg den 19 juli 1928.           |      |
| Freja     | Kockums Mekaniska Verkstad. | 25 juli 1885.      | 1936.             | Såld för skrotning 1943.                        |      |

## Motordrivna korvetter
Stockholm-klass
- HMS Stockholm (K11), sjösatt 1984, sedan 2017 operativ som patrullfartyg
- HMS Malmö (K12), sjösatt 1985, sedan 2017 operativ som patrullfartyg

Göteborg-klass
- HMS Göteborg (K21), sjösatt 1989, i malpåse
- HMS Gävle (K22), sjösatt 1990
- HMS Kalmar (K23), sjösatt 1990, i malpåse
- HMS Sundsvall (K24), sjösatt 1991

Visby-klass
- HMS Visby (K31), sjösatt 2000
- HMS Helsingborg (K32), sjösatt 2003
- HMS Härnösand (K33), sjösatt 2004
- HMS Nyköping (K34), sjösatt 2005
- HMS Karlstad (K35), sjösatt 2006